# La Loi de Los Angeles
La Loi de Los Angeles (L.A. Law) est une série télévisée américaine en un pilote de 90 minutes et 170 épisodes de 45 minutes, créée par Steven Bochco et Terry Louise Fisher et diffusée entre le 15 septembre 1986 et le 19 mai 1994 sur le réseau NBC.
Au Québec, la série a été diffusée à partir du 31 août 1987 à la Télévision de Radio-Canada puis rediffusée dans les années 2000 sur ARTV. En France, les épisodes 1 à 62 ont été diffusés chaque mercredi à 21 h 45 après Collaricocoshow à partir du 23 septembre 1987 sur La Cinq. Puis à 20 h 30 à partir du 2 février 1988. L'épisode 63 a été diffusé le 2 mars 1995 sur TF1 et les épisodes 64 à 171 ont été diffusés du 24 août 1998 au 21 janvier 1999 sur Téva. Rediffusion du 25 mai 2000 au 16 mai 2005 sur France 3, et du 14 novembre 2004 au 12 juillet 2006 sur France 4.

## Synopsis
Cette série met en scène les vies amoureuse et professionnelle des avocats du célèbre cabinet McKenzie, Brackman, Chaney et Kuzak de Los Angeles. Bien que leur réputation leur assure une clientèle fortunée, ils n'hésitent pas à défendre aussi des clients plus modestes.

## Distribution

### Acteurs principaux
- Harry Hamlin (VF : François Leccia, 1re voix puis Georges Caudron, 2e voix) : Michael Kuzak (saisons 1 à 5 + TVfilm)
- Corbin Bernsen (VF : Philippe Peythieu) : Arnold Becker
- Jill Eikenberry (VF : Pauline Larrieu) : Ann Kelsey
- Alan Rachins (VF : Jean-Claude Montalban, 1re voix puis Patrick Guillemin, 2e voix) : Douglas Brackman, Jr.
- Michele Greene (VF : Virginie Ledieu) : Abby Perkins (saisons 1 à 5 + TVfilm)
- Jimmy Smits (VF : Bernard Lanneau) : Victor Sifuentes (saisons 1 à 5, invité saison 6)
- Michael Tucker (VF : Yves Barsacq) : Stuart Markowitz
- Susan Ruttan (VF : Nicole Favart) : Roxanne Melman (saisons 1 à 7, invitée saison 8)
- Richard Dysart (VF : Roland Ménard) : Leland McKenzie
- Susan Dey (VF : Micky Sébastian) : Grace van Owen (saisons 1 à 6 + TVfilm)
- Blair Underwood (VF : Bertrand Liebert) : Jonathan Rollins (saisons 2 à 8)
- Larry Drake (VF : Jean-Paul Richepin, 1re voix puis Christian Peythieu, 2e voix) : Benny Stulwicz (saisons 3 à 8 + TVfilm, invité saison 1 et récurrent saison 2)
- John Spencer (VF : Jean-Claude Robbe, 1re voix puis Michel Derain, 2e voix) : Tommy Mullaney (saisons 5 à 8)
- Amanda Donohoe (VF : Laure Sabardin) : Cara Jean « C. J. » Lamb (saisons 5 et 6)
- Cecil Hoffman (en) : Zoey Clemmons (saisons 5 et 6, récurrente saison 7)
- Sheila Kelley (VF : Véronique Augereau) : Gwen Taylor (saisons 6 et 7, invitée saison 4 et récurrente saison 5)
- A Martinez (VF : Michel Bedetti) : Daniel Morales (saisons 7 et 8)
- Michael Cumpsty (en) : Frank Kittredge (saison 6)
- Conchata Ferrell : Susan Bloom (saison 6)
- Lisa Zane : Melina Paros (saison 7)
- Alan Rosenberg (en) : Eli Levinson (saison 8 + caméo TVfilm)
- Debi Mazar (VF : Malvina Germain) : Denise Iannello (saison 8)
- Alexandra Powers : Jane Halliday (saison 8)

### Acteurs récurrents
- Diana Muldaur (VF : Liliane Patrick) : Rosalind Shays (24 épisodes)
- Dann Florek (VF : Patrick Borg) : Dave Meyer (22 épisodes)
- Joanna Frank (VF : Marie-Martine Bisson) : Sheila Brackman (19 épisodes)
- Michael Fairman : le juge Douglas McGrath (14 épisodes)
- Bruce Kirby : le procureur Bruce Rogoff (13 épisodes)
- Denis Arndt : Jack Sollers (11 épisodes)
- James Avery : le judge Michael Conover (9 épisodes)
- Steven Eckholdt : Patrick Flanagan (8 épisodes)

### Secondaires
- Jerry Hardin : le procureur Malcolm Gold (6 épisodes)
- Felton Perry (VF : Med Hondo) : inspecteur Lester Tuttle (6 épisodes)
- Carl Lumbly : Earl Williams (6 épisodes)
- Courtney Thorne-Smith : Kimberly Dugan (6 épisodes)
- David Schwimmer : le procureur Dana Romney (5 épisodes)
- Mario Van Peebles (VF : Pascal Légitimus) : Andrew Taylor (4 épisodes)
- Kim Delaney : Leslie Kleinberg (4 épisodes)
- CCH Pounder : la juge Roseann Robin (4 épisodes)
- Ray Abruzzo : Anthony Gianelli (4 épisodes)
- Dakin Matthews : Marshall Hygate (4 épisodes)
- Sam Anderson : D. D. A. Bill Graphia (4 épisodes)
- Stephen Root : le procureur Brandon McCafferty (4 épisodes)
- Richard Masur : Barry Glassman / Jay Ellison (3 épisodes)
- Joanna Cassidy (VF : Anne Deleuze) : la juge Carolyn Walker (3 épisodes)
- Elliott Gould : Ed Morrison (3 épisodes)
- Dan Hedaya : Michael Roitman (3 épisodes)
- Jeffrey Tambor : Gordon Salt (3 épisodes)
- Gregory Itzin : D. D. A. Jack Angeletti (3 épisodes)
- Max Perlich : Sandy Morrison (3 épisodes)
- Cec Verrell : Angela Sipriano (2 épisodes)
- Gregg Henry : Robert Cullen (2 épisodes)
- Robert Knepper : George 'Georgia' Buckner (2 épisodes)
- Richard Riehle : Roger Beekman (2 épisodes)
- Robert Picardo : l'avocat John 'Joe' Dumphy (2 épisodes)
- Tovah Feldshuh : Lynn Palmer (2 épisodes)
- Ray Wise : A. D. A. Walter Platt (2 épisodes)
- Kevin Dunn : Barry Braunstein (2 épisodes)
- James Earl Jones : Lee Atkins (2 épisodes)
- Jonathan Brandis : Kevin Talbot (2 épisodes)

### Invités
- Alfre Woodard : Adrianne Moore (saison 1, épisode 1)
- Joe Pantoliano : Ralph Cavanaugh (saison 1, épisode 1)
- Megan Gallagher : Leslie Aaron (saison 1, épisode 1)
- John McCook : Barry Graham (saison 1, épisode 1)
- Paul Ben-Victor : le sergent Costellano (saison 1, épisode 4) ; Peters, l'avocat de Bowles (saison 6, épisode 4)
- David Andrews : M. Simmons (saison 1, épisode 4)
- Kurt Fuller : Clifford Gild (saison 1, épisode 5) ; Stan Nussbaum (saison 3, épisode 5) ; Ed Freeling (saison 8, épisode 10)
- Dan Lauria : Joseph Sears (saison 1, épisode 13)
- Steven Williams : le sergent Phipps (saison 1, épisode 21) ; John Merrill (saison 6, épisode 4)
- Shannon Tweed : Jocelyn Miller (saison 2, épisode 1)
- Cristine Rose : Gay Halloran (saison 2, épisode 12) ; l'avocate du fils de Nat (saison 8, épisode 9)
- Christian Slater : Andy Prescott (saison 2, épisode 16)
- Richard Masur : Robert Boland (saison 2, épisode 18)
- Robert Davi : Dominic Simonetti (saison 2, épisode 19)
- Teri Hatcher : Tracy Shoe (saison 3, épisode 8)
- Brian McNamara : Matt Leonard (saison 3, épisode 12)
- Tony Plana : Roberto Rivera (saison 3, épisode 18)
- J. T. Walsh : Pete Bostik (saison 3, épisode 19)
- Richard Riehle : Edmund Clancy (saison 4, épisode 3)
- Stephen Tobolowsky : Dr Michael Segal (saison 4, épisode 6)
- Steven Culp : Dr Lettora (saison 4, épisode 8)
- Christopher Neame : Alan Scott (saison 4, épisode 11)
- Zeljko Ivanek : Joel Lassen (saison 4, épisode 16)
- Jeffrey DeMunn : Peter Reynolds (saison 4, épisode 19)
- Steven Eckholdt : Cleland (saison 5, épisode 10)
- Philip Baker Hall : Tom Baker (saison 5, épisode 12)
- Charles Napier : l'inspecteur John Foley (saison 5, épisode 15)
- Steve Buscemi : David Lee (saison 6, épisode 4)
- Bryan Cranston : James Phillips (saison 6, épisode 11)
- Titus Welliver : William Boyd (saison 6, épisode 13)
- Terry O'Quinn : Nick Moats (saison 6, épisode 20)
- James Pickens Jr. : Joseph Russell (saison 7, épisode 3)
- Lisa Edelstein : Francine Flicker (saison 7, épisode 5)
- Richard Roundtree : le juge Ira Menday (saison 7, épisode 6)
- Robert Knepper : David Orcott (saison 7, épisode 9)
- Raphael Sbarge : Anthony Marciante (saison 7, épisode 12)
- Stephen McHattie : Gordon Reeve (saison 7, épisode 13)
- Jason Beghe : l'inspecteur Greg Riley (saison 7, épisode 16)
- Greg Germann : Larry Greenhut (saison 7, épisode 18)
- Nicholas Turturro (VF : Mark Lesser) : Anthony (saison 8, épisode 1)
- Lucy Liu : Mei Lin (saison 8, épisode 4)
- Carrie-Anne Moss : la femme au volant de la Jeep (saison 8, épisode 7)
- Jerry Stiller : Nat Pincus (saison 8, épisode 9)
- William H. Macy : Bernard Ruskin (saison 8, épisode 9)
- James Cromwell : le procureur Hutton (saison 8, épisode 11)
- Gregg Henry : Sam Barkwell (saison 8, épisode 12)
- Jane Kaczmarek : l'avocate Gershonwood (saison 8, épisode 16)
- Saul Rubinek : Harold Schoen (saison 8, épisode 22)

 Source et légende : version française (VF) sur RS Doublage et sur Doublage Séries Database

## Épisodes

### Première saison (1986-1987)
1. Débuts difficiles (L.A. Law)
2. L'Affaire Gallagher (Those Lips, That Eye)
3. Lourde amende (The House of the Rising Flan)
4. L'Inceste (The Princess and the Wiener King)
5. Congélation post-mortem (Simian Chanted Evening)
6. Licenciement abusif (Slum Enchanted Evening)
7. Histoire de chien (Raiders of the Lost Bark)
8. Les Pauvres de Los Angeles (Gibbon Take)
9. Amour et Mort (The Venus Butterfly)
10. Peine de mort (Fry Me to the Moon)
11. Sifuentes nous quitte (El Sid)
12. L'Enterrement de Sid (Sidney, the Dead-Nosed Reindeer)
13. Conduite en état d'ivresse (Prince Kuzak in a Can)
14. Le Juge Hood (The Douglas Fur Ball)
15. Proposition de fusion (December Bribe)
16. Trafic bovin (Beef Jerky)
17. Médicaments dangereux (Becker on the Rox)
18. Hygiène dentaire (Fifty Ways to Floss Your Lover)
19. Les Cheveux de Brackman (The Grace of Wrath)
20. Adieu Sparky (Sparky Brackman RIP ?-1987)
21. Fraude fiscale (Oy Vey! Wilderness!)
22. Une histoire de cochons (Pigmalion)

### Deuxième saison (1987-1988)
1. Hommage et Insuccès (The Lung Goodbye)
2. La Loi de la nature (The Wizard of Odds)
3. Éthique et Justice (Cannon of Ethics)
4. La Bourse plutôt que la vie (Brackman Vasektimized)
5. Un petit frère illégitime (The Brothers Grimm)
6. Hors service (Auld L’Anxiety)
7. Amour et Préjugés (Rohner v Gradinger)
8. Avocats, levez-vous ! (Goldilocks and the Three Barristers)
9. Divorce avec préjudice (Divorce with Extreme Prejudice)
10. Le Droit au bonheur (Full Marital Jacket)
11. Un singe n'est jamais seul (Gorilla My Dreams)
12. Un tendre délit (Hand Roll Express)
13. Des arguments de poids (Beauty and Obese)
14. Un procès en trois actes (Pettycoat Injunction)
15. La Gloire sans la sagesse (The Bald Ones)
16. Le Premier Soupir (Fetus Completus)
17. La Belle et le Chauve (Belle of the Bald)
18. Un amour de juge (Open Heart Perjury)
19. La Salamandre (Leapin’ Lizards!)
20. La Botte secrète (Chariots of Meyer)

### Troisième saison (1988-1989)
1. Une faute de goût (Hey, Lick Me Over)
2. Les Malheurs de Roxanne (The Son Also Rises)
3. Un désir coupable (Romancing the Drone)
4. Le Droit au berceau (Sperminator)
5. Le Désordre des avocats (Princess and the Pee)
6. Le Pantin (Dummy Dearest)
7. La Loi de la jungle (To Live and Diet in L.A.)
8. La Vérité nue (I’m in the Nude for Love)
9. Légitime défense (Victor Victorious)
10. Mutinerie sur le vol 728 (The Plane Mutiny)
11. Le Nouveau Régime (Izzy Ackerman or Izzy Not?)
12. Un champion à la barre (The Accidental Jurist)
13. Le Pouvoir à tout prix (Barstow Bound)
14. Le Quartet en folie (Leave It to Geezer)
15. Le Roi de cœur (The Unbearable Lightness of Boring)
16. Pitreries à la cour (His Suit is Hirsute)
17. La Cour des miracles (America the Beautiful)
18. Musique de chambre (Urine Trouble Now)
19. Un python gourmand (Consumed Innocent)

### Quatrième saison (1989-1990)
1. Le Match de l'année (The Unsterile Cuckoo)
2. Le Maître absolu (Captain Hurt)
3. De pétillants yeux irlandais (When Irish Eyes are Smiling)
4. La souris fait son trou (The Mouse That Soared)
5. Trop câlin pour être père (One Rat, One Ranger)
6. Céréales, grossesses et vidéo (Lie Down and Deliver)
7. Un Père Noël à la cour (Placenta Claus is Coming to Town)
8. Le Juge au grand cœur (The Good Human Bar)
9. Parole d'honneur (Noah’s Bark)
10. Le pourboire vaut le détour (The Pay’s Lousy, But the Tips are Great)
11. Britannique dans l’âme (True Brit)
12. La Raison d'État (On Your Honor)
13. Les Femmes et leur vie (Whatever Happened to Hannah?)
14. La Guerre des avocats (Ex-Wives and Videotapes)
15. Du sang et des larmes (Blood, Sweat and Fears)
16. Une croix sans Dieu (Bounds for Glory)
17. Eaux troubles (Justice Served)
18. La tension monte (Watts a Matter?)
19. Qui est la victime ? (Bang… Zoom… Zap)
20. Péché d'amour (Forgive Me Father, for I Have Sued)
21. Le Troisième Sexe (Outward Bound)
22. Le Dernier Hoquet (The Last Gasp)

### Cinquième saison (1990-1991)
1. La sorcière est de retour (The Bitch is Back)
2. Un faux procès (Happy Trails)
3. Mensonge politique (Lie Harder)
4. La Colère du juge Armand (Armand’s Hammer)
5. Une inauguration explosive (Smoke Gets in Your Thighs)
6. Tabagisme passif (Vowel Play)
7. Trafic d'organes (New Kidney on the Block)
8. Un cercueil à Noël (God Rest Ye Merry Gentleman)
9. Plaidoyer pour un boxeur (Splatoon)
10. La Main dans le sac (Pump It Up)
11. Qu'ils reposent en paix (Rest in Pieces)
12. Mais qui est-il ? (He’s a Crowd)
13. Danse avec les requins (Dances with Sharks)
14. Les avocats ne sont pas des saints (The Gods Must Be Lawyers)
15. Les Bourreaux de Beverly Hills (The Beverly Hills Hangers)
16. Jusqu'à la folie (Good to the Last Drop)
17. La Révolte (Mutinies on the Banzai)
18. Dieu m'est témoin (As God is My Co-Defendant)
19. Le Bienfaiteur (Speak, Lawyers, for Me)
20. Le Juge fou (There Goes the Judge)
21. Cicéron avait du goût (On the Toad Again)
22. Secret professionnel (Since I Fell for You)

### Sixième saison (1991-1992)
1. Le Viol légitime (Something Old, Something Nude)
2. Star du petit écran (TV or Not TV)
3. Écologiste à tout prix (Do the Spike Thing)
4. La Main du démon (Spleen It to Me, Lucy)
5. Il y a toujours un singe qui trinque (Monkey on My Back Lot)
6. Une victoire dangereuse (Badfellas)
7. Le Droit à la différence (Lose the Boss)
8. Un couple illégitime (The Nut Before Christmas)
9. Devine qui vient t'assassiner ? (Guess Who’s Coming to Murder?)
10. Le Piège des apparences (Back to the Suture)
11. La Bavure (All About Sleaze)
12. Un avocat qui monte (I'm Ready for My Closeup, Mr Markowitz)
13. Illicites (Steal It Again, Sam)
14. L'Inceste (Diet, Diet, My Darling)
15. Les Médecins de la mort (Great Balls Afire)
16. Les Joies de la paternité (From Here to Paternity)
17. Le juge a trahi (P.S. Your Shrink is Dead)
18. Les Amours de Susan (Love in Bloom)
19. Les affaires sont les affaires (Silence of the Lambskins)
20. La Loi des studios (Beauty and the Breast)
21. Esprit, es-tu là ? (Double Breasted Suit)
22. Le Dernier Espoir (Say Goodnight, Gracie)

### Septième saison (1992-1993)
1. Émeutes à Los Angeles (L.A. Lawless)
2. Tucker rentre à la maison (Second Time Around)
3. Le Candidat (Rollins Zo Long)
4. Promenade en ville (Wine Knot)
5. Mon ami Flicker (My Friend Flicker)
6. Amours contrariées (Love on the Rox)
7. Compagnon de cellule (Helter Shelter)
8. Préparatifs de fête (Christmas Stalking)
9. Odeurs nauséabondes (Odor in the Court)
10. Art douteux (Spanky and Art Gang)
11. La Bonne fête de Gwen (Bare Witness)
12. Le Père de Tom (Parent Trap)
13. Où es-tu Lucy ? (Hello and Goodbye)
14. L'Homme de la Maison Blanche ( Where There’s a Will)
15. Monsieur Osgood (F.O.B.)
16. Fiscalement vôtre (Cold Shower)
17. Le Collectionneur (That’s Why the Lady is a Stamp)
18. Avis de tempête (Come Rain or Come Schein)
19. Un garçon nerveux (Vindaloo in the Villows)
20. Fou de baseball (Testing, Testing, 1… 2… 3… 4)
21. Rosalie (Bourbon Cowboy)
22. Allô bébé (Hackett or Pack It)

### Huitième saison (1993-1994)
1. Discrimination (Book of Renovation, Chapter 1)
2. La Fièvre acheteuse (Leap of Faith)
3. Arnold a une belle voiture (How Much is That Bentley in the Window?)
4. Honorable Bienfaiteur (Foreign Co-respondent)
5. Vingt-cinq ans après (The Green, Green Grass of Home)
6. Sécurité totale (Safe Sex)
7. L'Accident (Pacific Rimshot)
8. Les Chewing-gums d’El (Eli’s Gumming)
9. Réconciliations (Rhyme and Punishment)
10. Coupable ou Innocent (He Ain’t Guilty, He’s My Brother)
11. Ballet et Jonglage (McKenzie, Brackman, Barnum & Bailey)
12. Maths et Montagne (Cold Cuts)
13. Hyper sensibilité (Age of Insolence)
14. Rosalie est mariée (God is My Co-Counsel)
15. Prisons en tout genre (Three on a Patch)
16. La Fin du Monde (Whose San Andreas Fault is it Anyway?)
17. Le silence est d'or (Silence is Golden)
18. Offensive directe (Dead Issue)
19. Le Tunnel de l'amour (Tunnel of Love)
20. Quelqu'un pour me conduire (How am I Driving)
21. Le Dernier Jugement (Whistle Stop)
22. La Ligne d'arrivée (Finish Line)

## Personnages
Michael Kuzak
Un des associés principaux. Sans être particulièrement charismatique, il gagne tous ses procès et est régulièrement consulté par ses collègues qui le considèrent comme fiable, compétent, à l'écoute et très professionnel. Il a une liaison avec Grace van Owen avec qui il entretiendra une relation d'amitié et de confiance même après leur rupture.
Grace van Owen
Objective et professionnelle, les témoins s'ouvrent facilement à elle. D'abord avocate de la partie adverse, elle intègre ensuite le cabinet, jusqu'au départ de Michael. Grace se voit alors proposer le rôle de juge, qu'elle accepte après quelques hésitations. Le président de la Cour la trouve cependant trop dure dans ses jugements (ses verdicts finissent majoritairement par la prison à perpétuité) et lui recommande de prendre un peu de recul sur sa carrière. Elle décide ainsi de se consacrer à sa vie personnelle.
Arnold Becker
Il rêve de devenir associé. Ancien joueur de baseball (base-baller) très réputé, il reste cependant trop absorbé par son physique et ne s'implique pas suffisamment au sein du cabinet. Homme à femmes dans les premières saisons, il cherche par la suite une relation plus stable. Avocat spécialisé dans les divorces, il va rarement au tribunal, préférant régler les divorces "à l'amiable". Il manque souvent de morale et se lance généralement dans une aventure avec ses clientes ou la femme de ses clients, ce qui lui vaut de se retrouver fréquemment dans des situations compromettantes (on le surprend en cours d'adultère) dont il se sort grâce à l'aide suivie de conseils moralistes de sa secrétaire et confidente Roxanne.
Ann Kelsey
Avocate au cabinet "McKenzie", elle entretient une relation stable avec Stuart. D'apparence rigide, elle se sent souvent incomprise et manque de confiance en elle (elle se sent notamment menacée lorsque Rosalind Shays entre au cabinet et lui "vole la vedette"). C'est dans les bras de Stuart qu'elle laisse éclater sa sensibilité et c'est grâce à lui qu'elle retrouve chaque jour la force de continuer à se battre pour ses valeurs.
Douglas Brackman, Jr.
Un des fondateurs du cabinet. Très soucieux du bon fonctionnement de l'entreprise, il n'hésite pas à intervenir dans le recrutement des employés, même quand on ne lui demande pas expressément son avis (il entre notamment en conflit avec McKenzie lorsque celui-ci veut faire de Rosalind Shays une des associés principaux). Ayant à cœur de tenir le budget du cabinet à flot, il cherche constamment à revoir à la baisse le salaire des avocats (ce qui lui attire souvent les foudres de McKenzie et des employés) et se montre souvent plus qu'économe (il demande aux avocats d'écrire leurs notes de réunions en recto-verso pour "gaspiller" moins de papier). Ce qui, écologiquement, aujourd'hui serait acceptable! Amoureux fou de sa femme, il lui pardonne toutes ses infidélités (même si cette dernière ne cherche pas particulièrement à être pardonnée) et n'accepte de faire de même que sur ses conseils et afin de sauver son couple.
Abby Perkins
Fraîchement divorcée d'un mari alcoolique et instable, elle tente de mener de front sa carrière d'avocate et son rôle de mère célibataire (elle vient d'obtenir la garde de son fils de cinq ans). Meilleure amie d'Ann Kelsey, elles se retrouvent fréquemment le soir autour d'un verre afin de faire le point sur leurs vies en pleine évolution. Au contraire de son amie, elle apparait comme quelqu'un de réservé, peu sûre d'elle (surtout de par son manque d'expérience en tant qu'avocate) mais très volontaire (elle se bat quotidiennement pour ses clients et pour préserver la garde de son fils).
Victor Sifuentes
Latino-américain, il est, tout comme Jonathan Rollins, souvent d'abord vu comme "avocat pour les minorités visibles". Son expérience professionnelle et son sens de l'écoute lui permettent cependant de venir en aide aux "gens de son peuple" sans jamais user de ce critère pour gagner. Meilleur ami de Michael Kusak, il aura lui aussi une relation suivie avec Grace van Owen.
Stuart Markowitz
Homme mûr au cœur tendre et rassurant, il forme un couple solide bien qu'atypique avec Ann. Malgré toutes ses compétences, il préfère rester "avocat dans l'ombre" et ne cherche jamais à imposer son point de vue, au grand dam de sa compagne qui voudrait un peu plus de solidarité de sa part. Fidèle et honnête, il n'aura qu'un léger flirt avec une de ses collègues lors d'un moment de crise dans son couple.
Roxanne Melman
Secrétaire et confidente de Arnold Becker. Elle adore son travail (et son patron) qu'elle exécute à la perfection. Très sensible, voire susceptible au sujet de son physique, elle ne se prend néanmoins jamais au sérieux et ne reste jamais fâchée bien longtemps. Souffrant d'un complexe d'infériorité, elle accepte la proposition de mariage d'un homme aussi maladroit qu'elle afin de se rassurer sur ses capacités d'épouse modèle. Elle réalise cependant bien vite que ce mariage ne la rend pas heureuse (malgré ses efforts, elle ne parvient pas à tomber amoureuse de son mari) et y met un terme au bout de quelques mois.
Leland McKenzie
Principal actionnaire du cabinet qu'il a fondé avec Douglas Brackman. Introverti, il est tout le contraire de Brackman et doit souvent temporiser les "crises de nerfs" de celui-ci. À l'écoute, il encourage ses collègues et employés à prendre des initiatives et aime les mettre en valeur. Proche de la retraite (qu'il a failli prendre à plusieurs reprises), Leland ne conçoit plus son existence qu'à travers le cabinet qui ne semble pouvoir survivre sans lui.
Jonathan Rollins
Homme noir, il vient apporter un peu de métissage au cabinet qui commence à souffrir d'une mauvaise réputation et d'inégalité sociale. Il se voit donc fréquemment confier les affaires de racismes ou qui s'attaquent à d'autres minorités. Jeune, ambitieux, séduisant, il endosse son rôle de défenseur des plus faibles avec bon cœur, même s'il apprécierait parfois d'être considéré autrement que pour (de par) sa couleur de peau.
Rosalind Shays
Elle est embauchée par McKenzie, qui semble être tombé sous son charme. Elle veut prendre la relève de Michael Kuzak en tant qu'associée principale et entre ainsi rapidement en rivalité avec Ann Kelsey qui ne voit en elle que quelqu'un de rigide, froid et manipulateur. Ses grandes qualités professionnelles reconnues de tous et toutes lui permettent cependant d'arriver à ses fins et de remettre le budget du cabinet à flot. C'est par amitié pour McKenzie et pour préserver l'harmonie entre les salariés qu'elle décide de partir. On découvre alors quelqu'un de profondément humain, sensible mais souvent incompris.
Benny Stulwicz (1987-1994)
Secrétaire de McKenzie. Attardé mental, il ne semble être bon que pour faire des photocopies (qu'il ne réussit d'ailleurs pas toujours) et ranger des dossiers (qu'il égare parfois). D'une grande honnêteté, très travailleur, il prend à cœur chaque tâche qui lui est donnée et accepte avec plaisir d'aider les autres avocats dans leurs activités quotidiennes (mêmes les plus ingrates). Sa grande naïveté lui joue cependant parfois (souvent même) des tours et il se retrouve régulièrement face à la justice pour des faits dont il ne saisit pas l'importance (vol, tentative de harcèlement). Les avocats du cabinet répondent alors toujours présent (ce qui n'est pas toujours, un cadeau) pour le défendre et finissent par le sortir de ses mauvais pas.
Lee Atkins (1988-1989)

Tommy Mullaney (1990-1994)

Cara Jean « C.J. » Lamb (1990-1992)
Malgré ses manières un peu abruptes, c'est une avocate très douée qui parvient presque toujours à faire passer les accusés aux aveux. On ne sait pas grand-chose de sa vie privée, sauf que c'est une amie fidèle, honnête et très directe dans ses manières.

## Distinctions

### Récompenses
- Emmy Award 1987 : Meilleure série dramatique
- Emmy Award 1987 : Meilleur scénario pour l'épisode Amour et mort (The Venus Butterfly)
- Golden Globe Award 1987 : Meilleure série dramatique
- Emmy Award 1988 : Meilleur acteur dans un second rôle pour Larry Drake
- Emmy Award 1988 : Meilleur montage pour l'épisode Le Droit au bonheur (Full Marital Jacket)
- Golden Globe Award 1988 : Meilleure série dramatique
- Golden Globe Award 1988 : Meilleure actrice dans une série dramatique pour Susan Dey
- Emmy Award 1989 : Meilleure série dramatique
- Emmy Award 1989 : Meilleur acteur dans un second rôle pour Larry Drake
- Golden Globe Award 1989 : Meilleure actrice dans une série dramatique pour Jill Eikenberry
- Emmy Award 1990 : Meilleure série dramatique
- Emmy Award 1990 : Meilleur scénario pour l'épisode Du sang et des larmes (Blood, Sweat and Fears)
- Emmy Award 1990 : Meilleur acteur dans un second rôle pour Jimmy Smits
- Emmy Award 1991 : Meilleure série dramatique
- Emmy Award 1991 : Meilleur scénario pour l'épisode Cicéron avait du goût (On The Toad Again)
- Emmy Award 1992 : Meilleur acteur dans un second rôle pour Richard Dysart
- Golden Globe Award 1992 : Meilleure actrice dans un second rôle pour Amanda Donohoe

## Autour de la série

### Sequel
Selon Variety, ABC développe depuis décembre 2020, une suite à la série, Blair Underwood reprenant son rôle de Jonathan Rollins. Il sera également producteur délégué avec Jesse Bochco et Dayna Bochco (respectivement fils et veuve de Steven Bochco, créateur de la série), 20th Television restant le producteur original.

### Commentaires
Le concept de la série est né d'un malentendu. En 1984, la presse américaine annonce que le patron de NBC a commandé à Steven Bochco une série judiciaire, d'après le film de Sidney Lumet, The Verdict. Les deux hommes n'en avaient jamais parlé. Ils admettront ensemble qu'il s'agit d'une bonne idée, puis la développeront.